# Imeria
Imeria é um género botânico pertencente à família Asteraceae.